# Flying Donuts
Flying Donuts est un groupe de punk rock français, originaire d'Épinal. Formé en 1996, il est l'un des plus importants de la scène indépendante française[réf. nécessaire].

## Biographie
Avec la particularité de sortir ses disques sur son propre label, José Records. Le groupe joue dans le style de The Wildhearts, Hot Water Music ou Burning Heads. Avec plus de 800 concerts à son actif, on peut les voir souvent à l'affiche au côté de Dead Pop Club ou Uncommonmenfrommars. Le groupe est auteur de quatre albums studio ainsi que trois split CD, l'un avec Second Rate, le second avec le groupe hongrois The Joystix, et le troisième avec I'm Afraid to Depress.
Ils feront l'objet d'une étude sociologique autour du mouvement do-it-yourself (DIY) en France. Le livre Ma Petite entreprise punk est écrit par Fabien Hein en 2011 : « Cet ouvrage place FLYING DONUTS au cœur d'une enquête sociologique pour poser une question simple en apparence : qu'est-ce que le système D ? Afin d'y répondre, l'auteur retrace minutieusement le parcours du groupe. Depuis les premières répétitions de trois jeunes fans de Nirvana, Burning Heads et Seven Hate jusqu'au groupe expérimenté ayant donné plus de 800 concerts et enregistré 4 albums. Une trajectoire d'autant plus remarquable qu'elle s'est construite indépendamment de l'industrie musicale dominante. Avec les moyens du bord. C'est-à-dire avec les ressources de la scène punk rock française : sa presse, ses groupes, ses labels, ses organisateurs de concerts, ses fans, etc. Un système D qui n'est pas simplement un moyen de faire, mais un art du possible. »
Le dernier album du groupe, Still Active, est publié en avril 2014, co-produit avec Kicking Records et distribué par PIAS,. Un teaser est publié avant la sortie de l'album. La chanson Going Forward issue de Still Active, a même droit à un clip. Jérémie et Benjamin ont également joué sur les deux premiers albums du groupe The Black Zombie Procession.

## Membres
- Jeremie Dalstein - guitare, chant
- Emmanuel Barbe - basse, chant
- Benjamin Dalstein - batterie

## Discographie
- 1998 : Visit Starts Here EP
- 2002 : Last straight line
- 2003 : Split avec Second Rate
- 2004 : Back off (EP)
- 2005 : Split avec I'm Afraid to Depress
- 2006 : Renewed attack
- 2007 : Split avec The Joystix
- 2009 : Until the Morning Comes
- 2014 : Still Active
- 2016 : Loving it all